# Tour des Anglais
Pour les articles homonymes, voir tour des Anglais (homonymie).
La tour des Anglais se situe à la pointe du Lenn sur la presqu'île de Pénerf, rattachée à la commune française de Damgan dans le Morbihan, au sud de la Bretagne.

## Histoire
Son nom actuel n’apparaît qu'après 1902, auparavant, on l'appelait la Tour Blanche puis la Tour de Pénerf. C'est un ouvrage construit probablement au début du XVIe siècle, en tout cas attesté en 1692. À la fois tour à feu et tour de guet, elle fait partie jusqu'au début du XIXe siècle d'un ensemble militaire. Il s’agit vraisemblablement de la plus ancienne tour à feu existante dans son architecture d’origine sur le littoral atlantique français.

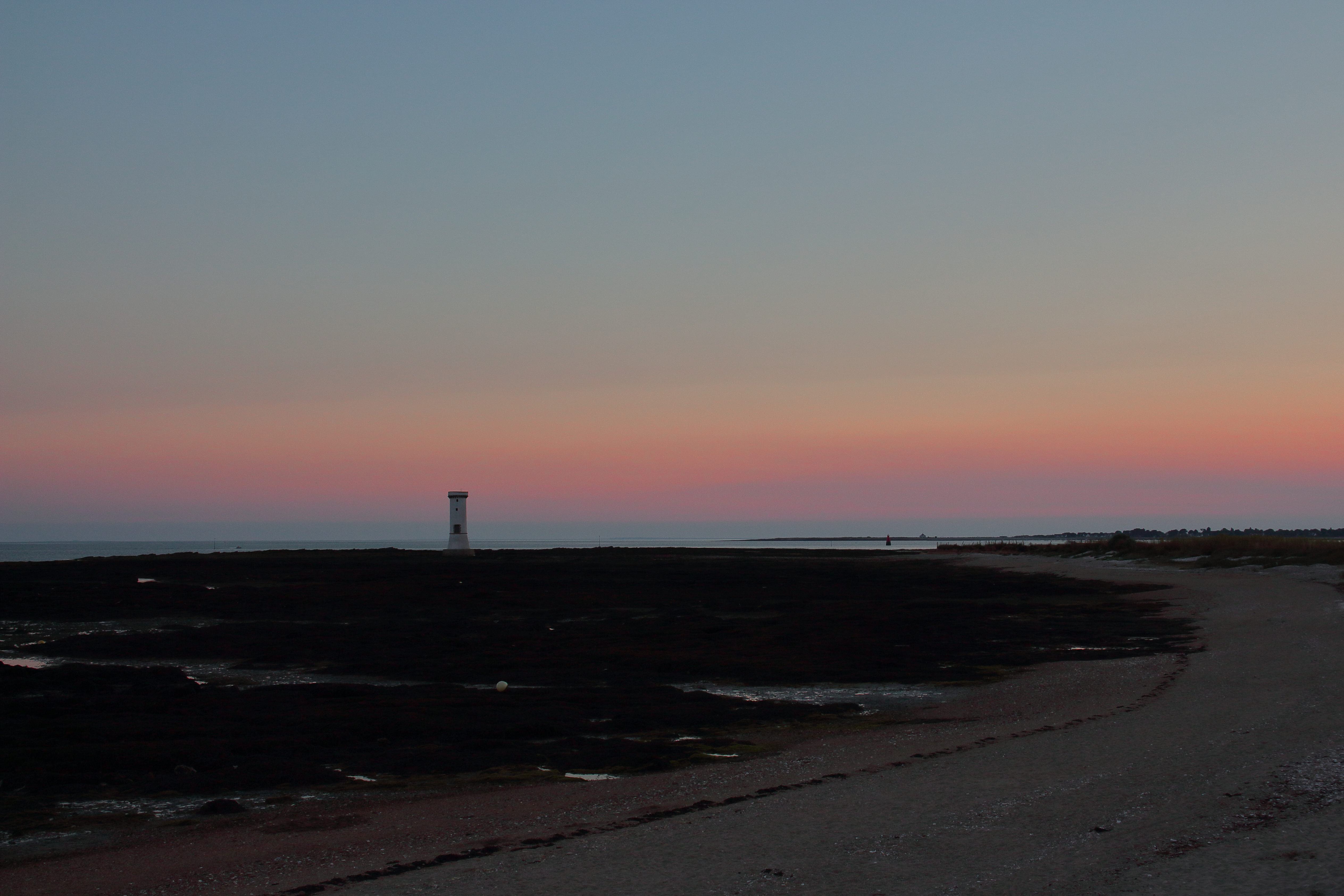
La Tour des Anglais au crépuscule.

## Description
C'est une tour cylindrique haute de 15 mètres, construite en moellons enduits, sur un soubassement tronconique d'environ 8,20 mètres de diamètre à la base et 1,70 mètre de hauteur, constitué de pierres appareillées, restaurées et rejointes en 1978, protégé par un contre-mur construit en grand appareil, une base en tronc de cône haute de 3,80 mètres et une partie supérieure de trois niveaux haute de 9,20 mètres. Les murs d'un mètre d'épaisseur sont construits en « pierre de la côte » à l'exception du tour de deux meurtrières, en pierres de taille de granit. Un parapet haut de 1 mètre soutenu par des corbeaux en granit repose sur des mâchicoulis en console. La tour, située à une centaine de mètres du rivage, est un des rares vestiges de la défense des côtes de la région.
La commune de Damgan en est propriétaire.
Inscrite aux monuments historiques le 22 octobre 1997, restaurée et blanchie dès 1886, la tour des Anglais retrouve son rôle d'amer.

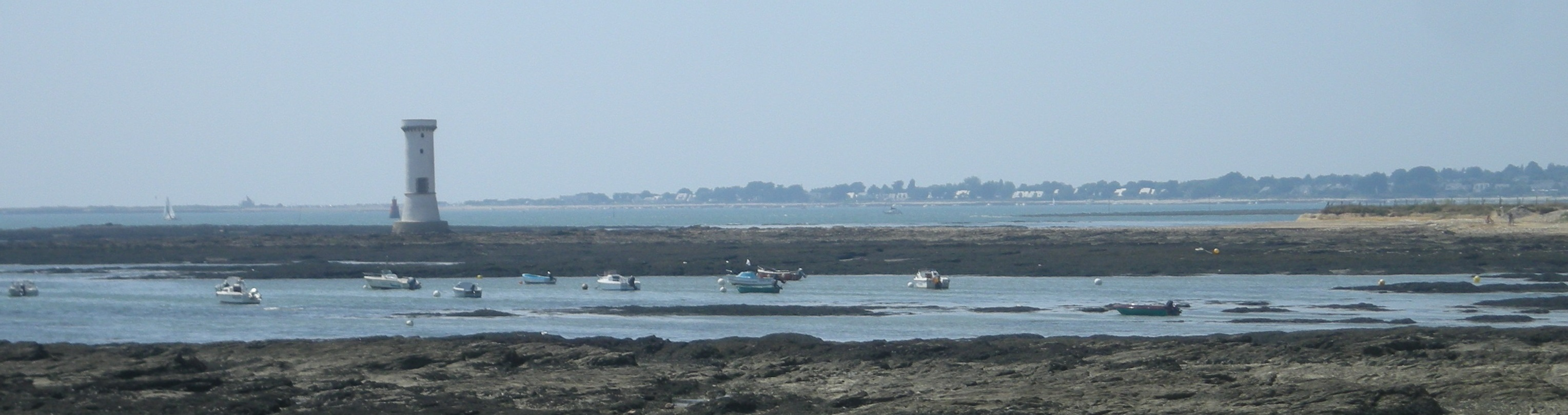
Tour des Anglais située à l'entrée de la rivière de Pénerf.